# Thomas Couture
Thomas Couture (født 21. december 1815 i Senlis i det franske departement Oise, død 30. marts 1879 i Villiers-le-Bel ved Paris) var en fransk maler. Couture var elev af Antoine-Jean Gros og Paul Delaroche. 
Couture optrådte først med billeder som Den fortabte søn, Kærlighed til guldet, der gjorde megen lykke, og nåede højdepunktet med: Forfaldstidens romere, et stort, figurrigt billede med halvnøgne kvinder og mænd, sløve og overmætte af orgiets vellyst. Billedet blev udstillet på Parisersalonen i 1847 og vakte en del opsigt. Det viser teknisk dygtighed, både ved sikker formgivning og en farvevirkning, hvis toner er afpasset emnets karakter. 
Coutures senere værker betegner en nedgang i kunstnerisk værdi. 
I slutningen af sit liv var denne "Klassicismens Dekadent" en glemt mand.
Hans tekniske mesterskab, som ikke kan dække over billedernes mangel på dybere indhold, anviste ham imidlertid en plads som en meget søgt lærer, til hvem kunstneremner alle vegne fra, således også fra Norden, særlig Sverige: Johan Christoffer Boklund, Ferdinand Fagerlin, Geskel Saloman, August Jernberg, strømmede hen i 1850'erne, og hans kunsthistoriske betydning i denne henseende strækker sig derfor vidt. 
Af hans senere arbejder kan nævnes det virtuost udførte Falkejægeren fra 1855 og vægmalerierne i kirken Saint-Eustache med fremstillinger af Marias liv. Couture har skrevet Entretiens d’atelier og Paysage, 1868-69, der skaffede ham mange fjender blandt hans kunstfæller. På den franske kunstudstilling i København 1914 sås bl.a. Ærkebiskop Sibour, studie til Kejserprinsens dåb, et af de af Napoleon 3. bestilte og delvis ufuldendte historiemalerier.
| - Thomas Couture portrætteret - Fotoportræt ca. 1860 af Étienne Carjat (en) (1828-1906) - Fotoportræt af Pierre Petit Uden år - Ukendt fotograf, u.å. - Selvportræt, u.å. - Buste af Tony Noël, 1885 |

| - Portrætter udført af Thomas Couture - Adolphe Moreau, 1845 - Chopin, 1845-49 - Degas, 1850 - George Sand, ca. 1850 - Charles Monginot, ca. 1850 - Den tyske maler Anselm Feuerbach, 1852 - Den franske historiker Jules Michelet, ca. 1865 - Ferdinand Barbedienne, før 1879 (fransk bronzestøber) - Michel Bouquet, 1879 - Lottin de Laval, ukendt dato (senest 1879) |

| - Udsmykningen af kapel for Jomfru Maria i Saint-Eustache - Foto af kapellet - La Vierge étoile des marins Sømændenes stjerne - La Vierge triomphante adorée par les Anges Jomfru Maria, tilbedt af englene - La Vierge consolatrice des affligés Jomfruen som de lidendes trøster |

| - Andre værker af Thomas Couture - Kærlighed til guldet, 1844 La Soif de l'or - Portræt af siddende kvinde, 1850-55 - Anselm Feuerbach, 1852 - Ærkebiskop Sibour, 1856 |

| - Måltid efter maskeballet, 1857 The Supper after the Masked Ball - Duel efter maskeballet, 1857 The Duel After the Masked Ball - Dagdrømme, 1859 - En sagfører på vej til retten, 1860'erne A Lawyer Going to Court - Den tornede vej, 1873 Le chemin épineux |